# Alliance F
alliance F est une association faîtière féministe fondée en 1900 dans le but de réunir les organisations œuvrant pour l'amélioration de la conditions des femmes notamment sur le plan juridique et professionnel, en s'impliquant sur le plan politique pour la visibilité de ces thématiques.
Initialement fondée comme l'Alliance de Sociétés Féminines Suisses (ASF) par Helene von Mülinen et Emma Pieczynska Reichenbach, elle prend ensuite le nom d'Alliance des organisations féminines suisses en 1965 puis celui d'alliance F en 1999.

## Historique
En 1900 les femmes en Suisse ne disposent pas du droit de vote, et certaines peinent encore à pouvoir exercer une fois leur diplôme acquis car elles n'ont pas de droits civiques. Émilie Kempin-Spyri par exemple doit s'exiler pour pouvoir exercer une fois son diplôme de juriste obtenu. À la suite du premier congrès des intérêts féminins en Suisse en 1896, des présidentes d'associations actives sur le plan cantonal Helene von Mülinen pour Berne, Emma Boos-Jegher pour Zurich, Marguerite Duvillard-Chavannes pour Lausanne et Camille Vidart pour Genève lancent l'idée de fédérer les initiatives et les démarches dans une société faîtière aconfessionelle et apolitique en vue de mieux influencer les décisions politiques en faveur des droits des femmes et participer au Mouvement des femmes sur le plan international. La société voit le jour en 1900, et est rejointe en premier lieu par des associations professionnelles de sages-femmes et d'institutrices. Dès 1903, l'alliance est membre du Conseil international des femmes (ICW). En 1945, 250 sociétés féminines y ont adhéré.
L'Union suisse des ouvrières refuse toutefois d'adhérer à l'ASF, suivant en cela l'avis de Clara Zetkin selon laquelle les ouvrières doivent en premier lieu être solidaires du mouvement ouvrier et de ses luttes, et ne pas s'associer à ce qu'elle considère comme des revendications de « féministes bourgeoises »,.
En 1949 le changement de ses statuts lui permet d'intégrer des organisations comptant des membres masculins.
Dans les années 1970 ses positions quelque peu conservatrices sur les rôles des sexes au sein de la famille lui valent une perte d'influence, due aussi en partie à la disparition de son organe de presse le Schweizer Frauenblatt. 
La Commission fédérale pour les questions féminines reprend une partie des activités de l'ASF à son corps défendant. En 1986, le secrétariat et les archives sont transférés à la fondation Gosteli, et en 1999 l'association prend le nom d'alliance F.

### Présidence
- 1955 à 1959 : Denise Berthoud

## Engagements

### Code civil suisse
L'ASF s'engage pour le principe de la séparation des biens et une amélioration du statut des enfants illégitimes dans le cadre de la rédaction du nouveau code civil suisse en 1912, mais sans résultats. Elle s'applique alors à faire accepter de nouveaux articles de loi ayant trait principalement aux mœurs, la protection de la maternité et la prise en charge des femmes par l'AVS.

### Suffrage féminin
L'ASF s'implique en faveur du suffrage féminin, mais dès 1909 c'est l'Association suisse pour le Suffrage féminin qui reprend le flambeau avec le soutien déclaré de l'ASF.

### Travail des femmes
L'ASF s'emploie à faire reconnaître la valeur du travail des femmes sur le plan juridique. Elle mène des enquêtes sur les conditions de travail des femmes, fait entendre sa voix lors de l'émergence des nouvelles lois sur le travail domestique et les fabriques. Elle s'engage en faveur de la reconnaissance des travaux domestiques, et leur enseignement. Elle ouvre une centrale pour les professions féminines en 1923 et participe à l'exposition nationale suisse du travail féminin SAFFA de 1928.

### Service féminin de l'armée (SFA)
Pendant la Seconde Guerre mondiale, elle participe au Service féminin de l'armée. Elle développe une activité de représentation de la Suisse auprès des organisations internationales et notamment la Société des Nations et à l'UNESCO.

## Liste des congrès
- Ier congrès suisse des intérêts féminins à Genève en septembre 1896[5] : donne lieu à la naissance de l'ASF
- IIe congrès suisse des intérêts féminins : donne lieu à la création d'une centrale pour le travail féminin[1],[6], réflexions autour du travail domestique, professionnel et suffrage féminins
- IIIe congrès suisse des intérêts féminins à Zurich en 1946, dirigé par Jeanne Eder-Schwyzer[7]. Else Züblin-Spiller participe à ce congrès.
- IVe congrès en 1975[1]
- Ve congrès en 1996 : création de Femme 2001

### Fonds d'archives
- Fondation Gosteli à Berne